# Houghton Hall (East Riding of Yorkshire)

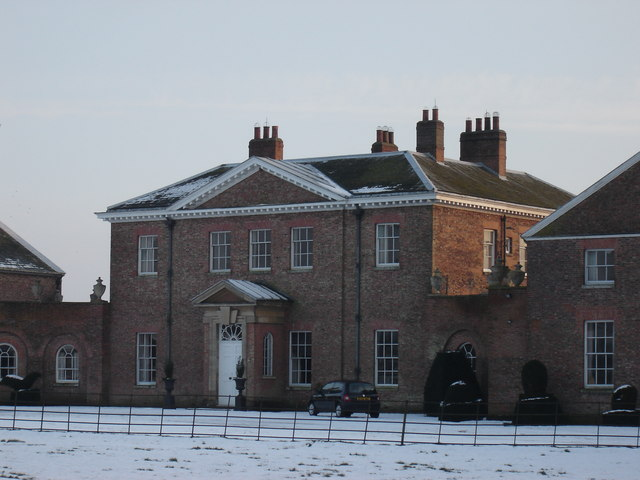
Frontfassade von Houghton Hall

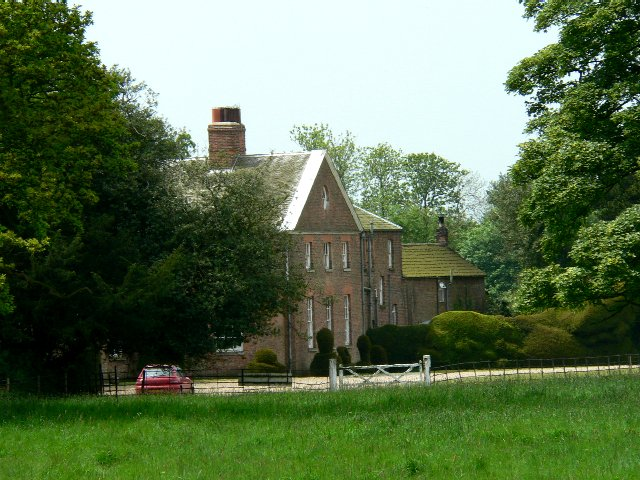
Houghton Hall

Houghton Hall ist ein im georgianischen Stil errichtetes Landhaus in Sancton bei Market Weighton in der englischen Verwaltungseinheit East Riding of Yorkshire. English Heritage hat es als historisches Gebäude I. Grades gelistet. Das Anwesen hat eine Fläche von 23 km². Auf dem Anwesen liegt das Dorf Sancton sowie die Überreste des alten Weilers Houghton. Das Landhaus ließ in den Jahren 1765 bis 1768 Philip Langdale (gest. 1815) nach den Plänen des Baumeisters Thomas Atkinson errichten. Der Architekt Francis Johnson veränderte es 1960 leicht. Das Haus ist aus rosa Ziegeln mit Steinverkleidungen errichtet und hat ein Schieferdach. Das zweistöckige Hauptgebäude hat eine fünfteilige Frontfassade.
Die römisch-katholische Kirchengemeinde Market Weighton ging von der Hauskapelle der Familie Langdale in Houghton Hall aus. Diese Kapelle wurde 1829 errichtet und 1957 abgerissen. Der Polo-Club Vale of York war früher auf dem Anwesen von Houghton Hall ansässig.

## Geschichte der Eigner

### Langdale

Wappen der Langdale of Yorkshire: Schwarz, ein silberner Winkel zwischen drei silbernen Sternen. Motto: Foy en Tout („Treue zu Allem“)

Die Langdales lebten in der Gegend westlich von Beverley spätestens seit dem 14. Jahrhundert, als Patrick de Langdale und Elena Houghton heirateten und die Anwesen in Houghton und Etton erbten.
Das Anwesen Houghton wurde durch die ältere Linie der Familie Langdale von Nathony Langdale vererbt, bis das Fehlen direkter männlicher Erben zu einer Vererbung auf einen Seitenast an den Vetter Peter Langdale (gest. 1617) und dessen Sohn Marmaduke (geb. 1598) führte. Marmaduke wurde 1628 von König Karl I. in den Ritterstand erhoben, bekleidete 1639–1640 das Amt des Sheriff of Yorkshire und wurde im englischen Bürgerkrieg, in dem er an den Schlachten von Marston Moor und Naseby teilnahm, begeisterter Royalist. Nach der Niederlage der Royalisten floh er auf das europäische Festland und schloss sich dem späteren König Karl II. an, der in 1658 zum 1. Baron Langdale machte. Später konvertierte er zum Katholizismus. Der Titel erlosch mit dem Tod von Marmaduke Langdale, 5. Baron Langdale, 1778, der keinen Sohn, sondern nur zwei Töchter hinterließ. Das Landhaus und 3,96 km² Land fielen an Philip Langdale (gest. 1815), den ältesten männlichen Nachkommen der Familie Langdale, der ca. 1765 das heutige Landhaus bauen ließ. Die Familie lebte als katholische Aufständische weiter und ein Jahr nach Vollendung des Landhauses wurde dort eine Stelle für einen katholischen Priester eingerichtet.

### Stourton (Langdale)

Wappen der Stourton: Gesechstelt, 1. Sechstel: Schwarzer Grund, ein goldenes Band zwischen sechs Fontänen (Stourton); 2. Sechstel: Roter Grund, ein silbernes Band zwischen sechs Kreuzen, ein goldenes Schild mit einem halben Löwen mit Pfeil durch das Maul in einer doppelten geblümten/kontergeblümten Tressur (Howard); 3. Sechstel: Roter Grund mit silbernem Löwen (Mowbray); 4. Sechstel: Schwarzer Grund mit silbernem Löwen und goldener Herzogskrone (Segrave); 5. Sechstel: Roter Grund mit drei blassgoldenen, leopardierenden Löwen mit blauen Zungen und Krallen, silbernes, dreigepitztes Schild (Plantagenet/Brotherton); 6. Sechstel: Roter Grund mit goldenem Löwen in goldener Bordüre (Talbot)

Nach dem Tod von Philip Langdale 1815 fiel das Anwesen nach seinem Legat an seinen Verwandten, Hon. Charles Langdale (1787–1868, geb. Charles Stourton), Parlamentsabgeordneter und Anhänger der Katholikenemanzipation, der mit königlicher Erlaubnis dem Familiennamen und das Familienwappen der Langdales gemäß dem Vermächtnis annahm. Er war der vierte Sohn von Charles Stourton, 17. Baron Stourton, und mit Mary Langdale, einer Tochter und Miterbin von Marmaduke Langdale, 5. Baron Langdale, verheiratet. Er erweiterte das Anwesen und das Landhaus, zu dem er 1829 eine römisch-katholische Kapelle im klassizistischen Stil nach den Plänen von Joseph Ireland errichten ließ. Er war Parlamentsabgeordneter für die Wahlkreise Beverley und Knaresborough. Philip starb 1868 und sein ältester Sohn, Charles Joseph Langdale (1822–1895), folgte ihm nach. Er heiratete eine irische Erbin und lebte danach in Irland. Nach dem Tod des Paares 1895 erbte zunächst ihr ältester Sohn, Henry Joseph Langdale (1853–1923), und dann ihr jüngerer Sohn, Lieutenant-Colonel Philip Joseph Langdale (1863–1950), das Anwesen.
Nach Philips Tod 1950 fiel Houghton Hall an seine älteste Tochter, Joyce Elizabeth Mary Langdale (1898–Juni 1995), damals die Gattin von Henry FitzAlan-Howard, 2. Viscount FitzAlan of Derwent (1883–1962), von dem sie 1955 geschieden wurde. Sie heiratete dann 1956 William Thomas George Wentworth-FitzWilliam, 10. Earl FitzWilliam (1904–1979). Das Haus ihres zweiten Gatten, Wentworth Woodhouse bei Rotherham, ist die größte private Residenz in England. Außerdem stand ihr mit Milton Hall in Peterborough als Zweitresidenz das größte Haus in Cambridgeshire, zur Verfügung. Daher hatte sie keinen Bedarf, Houghton Hall ebenfalls als Wohnung zu nutzen.

### Watson

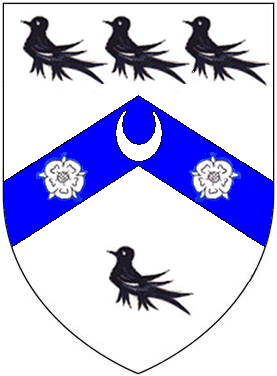
Wappen der Watson, Baron Manton: Silberner Grund, ein blauer Winkel zwischen vier schwarzen Merletten (drei oben und eine unten), ein Halbmond zwischen zwei Rosen auf dem Winkelfeld

Joyce Langdale hatte keine männlichen Nachkommen und gab Houghton Hall an ihren Neffen, Rupert Watson, 3. Baron Manton (1924–2003), den einzigen Sohn ihrer jüngeren Schwester Alethea Alys Mary Pauline Langdale, der Gattin von George Miles Watson, 2. Baron Manton (1899–1968), der im Compton Verney House in Warwickshire und später in Plumpton Place in Sussex lebte. Rupert hatte fünf Kinder und war später Senior Steward des Jockey-Clubs. Er folgte seinem Vater 1968 als 3. Baron Manton nach und wurde 1980 zum Deputy Lieutenant von Humberside ernannt. Nach seinem Tod 2003 fielen Titel und Anwesen an seinen ältesten Sohn, Miles Ronald Marcus Manton, 4. Baron Manton (geb. 1958), einen Offizier der Life Guards und früheren erfolgreichen Amateurjockey.